# 캐비닛룸 (백악관)

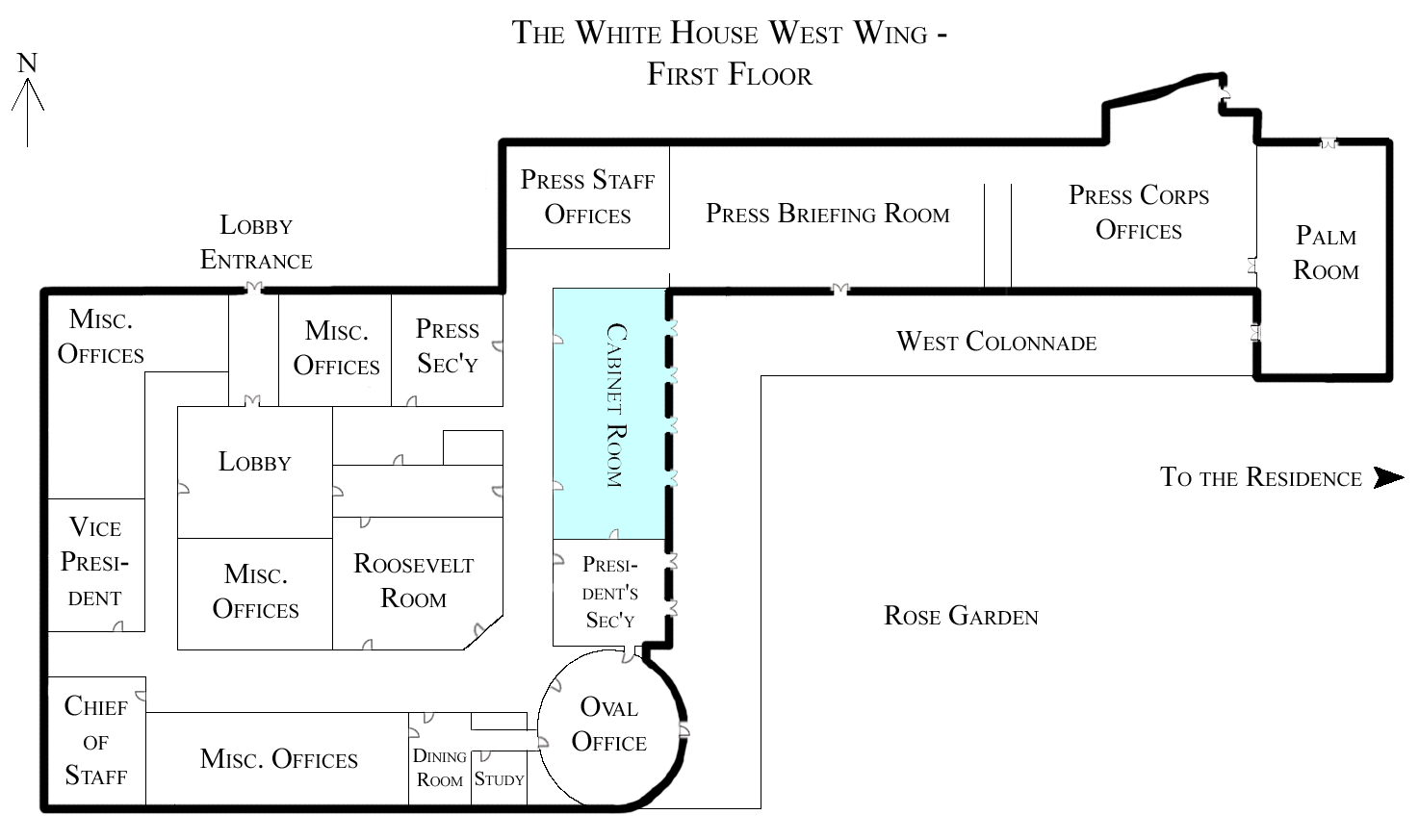
캐비닛룸의 위치

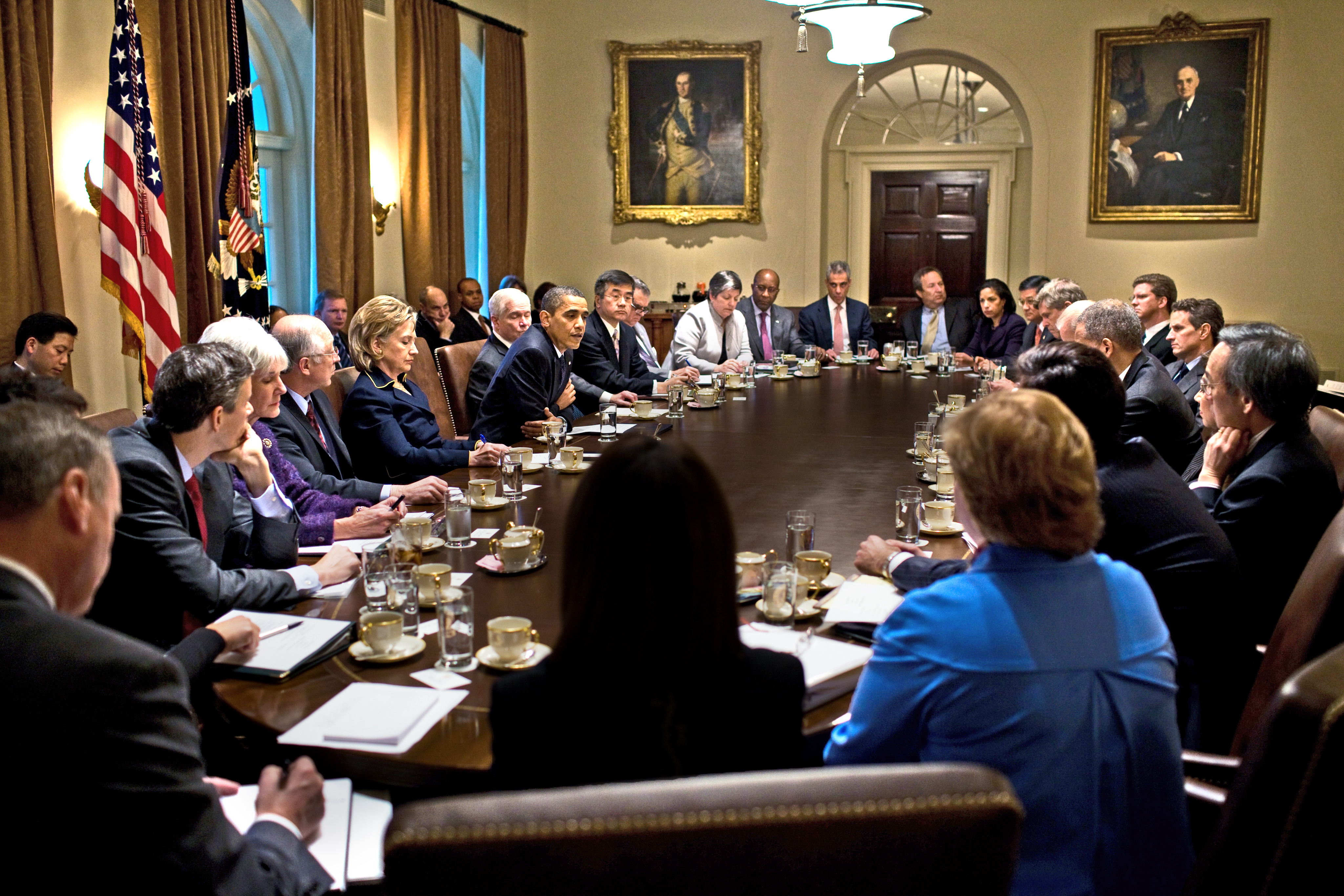
2009년 오바마 대통령이 내각회의중이다.

캐비닛룸(Cabinet Room)은 미국 백악관 웨스트윙에 있는 방이다.
영국 내각이 한국의 국무회의와 비슷한 내각회의를 하는 곳이 캐비닛룸 (영국)인데, 미국도 대통령과 장관들이 내각회의를 하는 방을 캐비닛룸이라고 부른다.

## 같이 보기
- 세종실 - 한국은 청와대 본관 1층 세종실에서 국무회의를 한다.